# Karel Halíř
Karel Halíř (spesso indicato col nome di Karol, Karl o Carl e con il cognome di Halir o Haliř; Vrchlabí, 1º febbraio 1859 – Berlino, 21 dicembre 1909) è stato un violinista ceco, che visse in Germania.

## Biografia

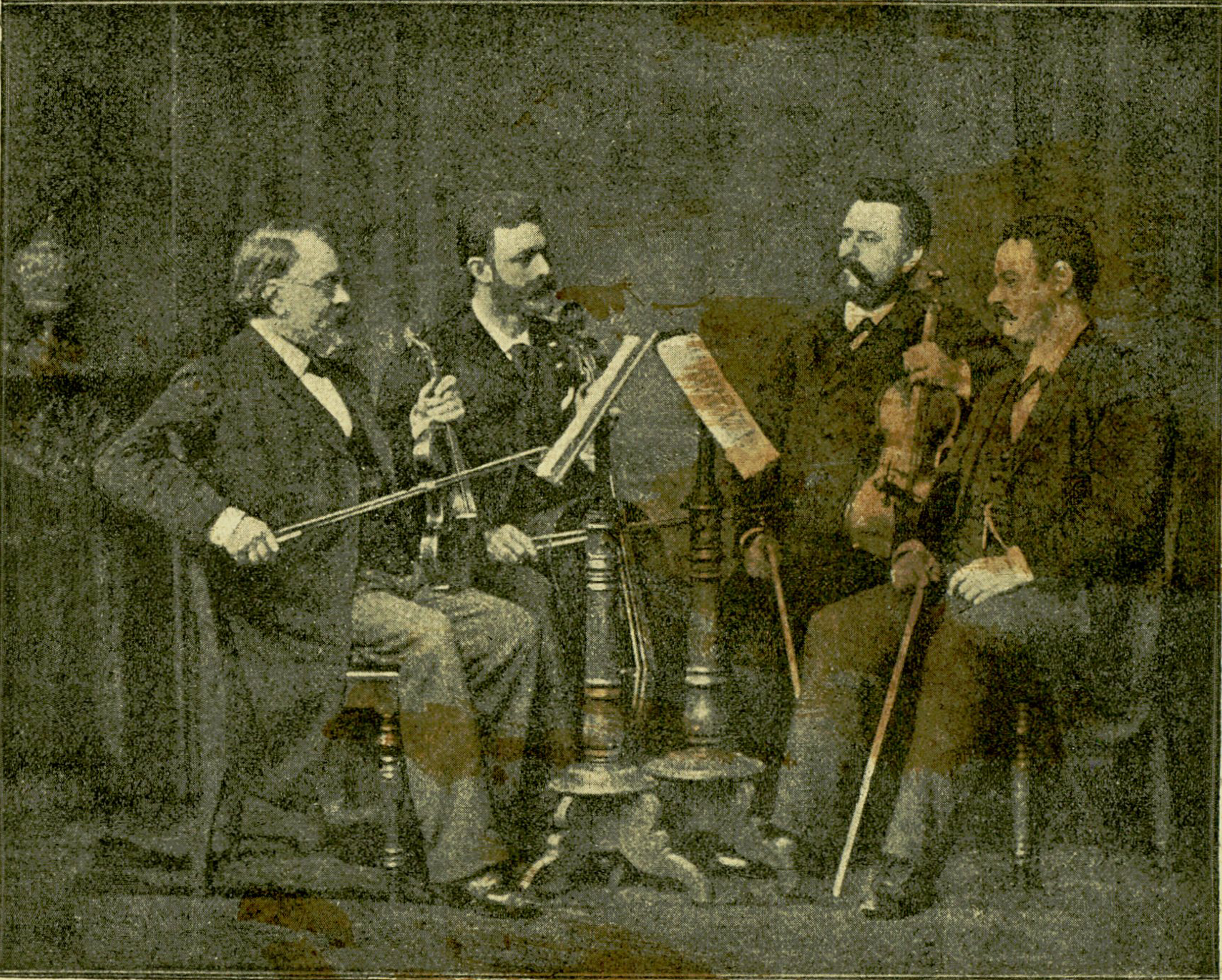
Joachim-Quartett

Nacque ad Hohenelbe, Boemia (oggi Vrchlabí, Repubblica Ceca) e studiò con Antonín Bennewitz a Praga e con Joseph Joachim a Berlino. Fu primo violino nelle orchestre di Königsberg (1879), Mannheim (1881) e Weimar (1884–94).  Divenne primo violino dell'Opera di Corte di Berlino e professore alla Hochschule für Musik.
Halíř compì una tournée negli Stati Uniti nel 1896 e nel 1897. Fu noto per la sua esecuzione del Concerto per violino in Re maggiore di Beethoven, che eseguì al suo debutto della tournée statunitense il 13 novembre 1896. La critica scrisse: "uno dei pezzi per violino più interessanti e ammirevoli che siano mai stati ascoltati a New York". L'esecuzione venne accostata a quella precedente del lavoro a New York, da parte di Eugène Ysaÿe, e critica concluse "Ascoltare Herr Halir suonare ... significa capire cosa si intende per violino classico". Il 4 dicembre 1896, eseguì in prima alla Carnegie Hall, il Concerto per violino op. 8 di Louis Spohr, con la New York Symphony Orchestra diretta da Walter Damrosch. Entrò a far parte del Joachim Quartet quando rientrò a Berlino. Suonò anche in un quartetto che portava il suo nome, al quale Felix Weingartner dedicò il suo Quartetto No. 1.
Nonostante non fosse stato il solista della prima esecuzione (lo fu Adol'f Davidovič Brodskij), Karel Halíř portò al successo il Concerto per violino in Re maggiore di Tchaikovsky, che non ebbe grande successo nei primi anni. Quando Tchaikovsky fu presente ad una esecuzione del suo concerto, da parte di Halíř a Lipsia nel 1888, la chiamò "un giorno memorabile". Nel 1905, Halíř suonò alla prima della revisione del Concerto per violino in Re minore di Sibelius a Berlino, sotto la direzione di Richard Strauss. Nella stessa occasione, Halíř eseguì la prima del Divertissement for violin and orchestra di Charles Martin Loeffler Egli eseguì diverse altre prime esecuzioni, come la prima europea della Sonata per violino di Amy Beach a Berlino il 28 ottobre 1899, con Teresa Carreño. Scrisse una cadenza per Concerto per violino in Re maggiore di Brahms.
Nel 1888 Karel Halíř sposò Therese Zerbst (1859-?), una nota cantante. Fra i suoi allievi si ricorda David Mannes. Morì a Berlino nel 1909.